# Gens Seppia
La gens Seppia era una famiglia plebea di stirpe osca diffusa in epoca romana (soprattutto tra II e III secolo d.C.) in un'area dell'Italia antica incentrata tra Benevento, l'Irpinia e Venosa. Ben pochi membri della famiglia sono espressamente citati dalle fonti classiche, ma moltissimi compaiono invece nelle iscrizioni.
Il gentilizio è interpretabile come un patronimico derivante dal praenomen osco Seppiis (Seppius o Sepius secondo la grafia latina). L'intera area di diffusione della gens era effettivamente abitata, in epoca pre-romana, da popolazioni sannitiche parlanti la lingua osca.